# Messier 64
Messier 64 sau M64 (NGC 4826) este o galaxie spirală situată în constelația Părul-Berenicei. M64 mai este cunoscută și sub numele de galaxia Ochiul Negru, galaxia Ochiul Învinețit, galaxia Ochiul Demonic și galaxia Frumoasa Adormită.

## Descoperirea
Galaxia M64 a fost descoperită de astronomul britanic Edward Pigott la 23 martie 1779, iar apoi, independent, de Johann Elert Bode la 4 aprilie a aceluiași an. Charles Messier a redescoperit-o, de asemenea, la 1 martie 1780 și a înscris-o în catalogul său ca M64. Cu toate acestea, descoperirea lui Pigott nu a fost comunicată Societății Regale din Londra până la 11 ianuarie 1781, în timp ce cea a lui Bode a fost făcută în 1779, iar cea a lui Messier în 1780. Descoperirea lui Pigott a rămas necunoscută istoricilor până în 2002, când lucrarea sa a fost redescoperită de Bryn Jones.

## Distanța până la M64
Galaxia M64 se află relativ aproape de Grupul Local. Viteza sa în raport cu fondul cosmic de microunde este de 699 ± 20 km/s, ceea ce corespunde unei distanțe Hubble de 10,32 ± 0,78 Mpc (∼33,7 milioane al). Cu toate acestea, în cazul galaxiilor foarte apropiate, viteza proprie a acestora face, de obicei, ca această estimare a distanței să fie eronată. Cu toate acestea, până în prezent, 23 de măsurători, nebazate pe deplasarea spre roșu, dau o distanță de 5,419 ± 1,022 Mpc (∼17,7 milioane al).